# Cerneahiv, Kaharlîk
Cerneahiv (în ucraineană Черняхів) este o comună în raionul Kaharlîk, regiunea Kiev, Ucraina, formată numai din satul de reședință.

## Demografie
Componența lingvistică a comunei Cerneahiv
     Ucraineană (97,5%)
     Rusă (2,5%)
Conform recensământului din 2001, majoritatea populației comunei Cerneahiv era vorbitoare de ucraineană (97,5%), existând în minoritate și vorbitori de rusă (2,5%).

## Legături externe
- pl Czerniachów 1) wielka wioska w powiecie kijowskim în Dicționarul geografic al Regatului Poloniei și al altor țări slave, volum I (Aa — Dereneczna) anul 1880

- pl Czerniachów 1), wieś nad Suchą Bobryczą în Dicționarul geografic al Regatului Poloniei și al altor țări slave, volum XV, p. 1 (Abablewo — Januszowo) 1900